# Campionato nordamericano maschile di pallavolo 1973
Il III campionato nordamericano maschile di pallavolo si è svolto dal 2 al 6 agosto 1973 a Tijuana, in Messico. Al torneo hanno partecipato 7 squadre nazionali nordamericane e la vittoria finale è andata per la prima volta agli Stati Uniti.

## Gironi
| Girone A              | Girone B                                   |
| --------------------- | ------------------------------------------ |
| Cuba Haiti Porto Rico | Canada Messico Rep. Dominicana Stati Uniti |

## Fase finale

### Finali 1º e 3º posto
|  | Semifinali  | Semifinali  | Semifinali |      |             | Finale 1º/2º posto | Finale 1º/2º posto | Finale 1º/2º posto |  |
|  |             |             |            |      |             |                    |                    |                    |  |
|  | Stati Uniti | Stati Uniti | 3          |      |             |                    |                    |                    |  |
|  | Stati Uniti | Stati Uniti | 3          |      |             |                    |                    |                    |  |
|  | Porto Rico  | Porto Rico  | ?          |      |             |                    |                    |                    |  |
|  | Porto Rico  | Porto Rico  | ?          |      | Stati Uniti | Stati Uniti        | 3                  |                    |  |
|  |             |             |            |      | Stati Uniti | Stati Uniti        | 3                  |                    |  |
|  |             |             | Cuba       | Cuba | 0           |                    |                    |                    |  |
|  | Cuba        | Cuba        | Cuba       | Cuba | 0           | 3                  |                    |                    |  |
|  | Cuba        | Cuba        |            |      |             | 3                  |                    |                    |  |
|  | Canada      | Canada      | ?          |      |             | Finale 3º/4º posto | Finale 3º/4º posto | Finale 3º/4º posto |  |
|  | Canada      | Canada      | ?          |      |             |                    |                    |                    |  |
|  |             |             |            |      |             |                    |                    |                    |  |
|  |             |             |            |      |             | Canada             | Canada             | 3                  |  |
|  |             |             |            |      |             | Canada             | Canada             | 3                  |  |
|  |             |             |            |      |             | Porto Rico         | Porto Rico         | 1                  |  |

### Finale 5º posto
|  | Semifinali      | Semifinali      | Semifinali      |                 |         | Finale  | Finale | Finale |  |
|  |                 |                 |                 |                 |         |         |        |        |  |
|  | -               | -               | -               |                 |         |         |        |        |  |
|  | -               | -               | -               |                 |         |         |        |        |  |
|  | -               | -               | -               |                 |         |         |        |        |  |
|  | -               | -               | -               |                 | Messico | Messico | 3      |        |  |
|  |                 |                 |                 |                 | Messico | Messico | 3      |        |  |
|  |                 |                 | Rep. Dominicana | Rep. Dominicana | ?       |         |        |        |  |
|  | Rep. Dominicana | Rep. Dominicana | Rep. Dominicana | Rep. Dominicana | ?       | 3       |        |        |  |
|  | Rep. Dominicana | Rep. Dominicana |                 |                 |         |         |        |        |  |
|  | Haiti           | Haiti           | ?               |                 |         |         |        |        |  |

## Classifica finale
| Classifica | Squadre         | Qualificazione           |
| ---------- | --------------- | ------------------------ |
|            | Stati Uniti     | Campionato mondiale 1974 |
|            | Cuba            | Campionato mondiale 1974 |
|            | Canada          | Campionato mondiale 1974 |
| 4          | Porto Rico      | Campionato mondiale 1974 |
| 5          | Messico         | Campionato mondiale 1974 |
| 6          | Rep. Dominicana | Campionato mondiale 1974 |
| 7          | Haiti           |                          |